# Fulókércs
Fulókércs község Borsod-Abaúj-Zemplén vármegye Encsi járásában.

## Fekvése
Miskolctól közúton 50 kilométerre északkeletre fekszik, főutcája a Méra és az országhatár között húzódó 2626-os közút. Ez utóbbiból a falu területén ágazik ki nyugat felé a Fáj és Litka községekbe vezető 26 146-os út.
A környező települések: Fáj 3 kilométerre, Novajidrány 8 kilométerre, Pusztaradvány 7 kilométerre, Szalaszend 5 kilométerre és Szemere 4 kilométerre. A legközelebbi város, Encs 12 kilométerre található.

## Története

### Középkor
A falu neve a középkorban általában Kécs, a Kércs alak csak később, egy kiejtéskönnyítő mássalhangzó beiktatásával jött létre, ám ezzel igen ritkán találkozunk. A szó valószínűleg személynévi eredetű, jelentését nem ismerjük. 1222-ben is szerepel ugyan egy Kécsre való személy a váradi tüzesvaspróba-lajstromban, ő azonban valószínűleg a Kupa melletti Kércsre való lehetett.
Első említése 1234-ből származik, amikor Szurdokbénye – a mai Hernádszurdok – határosaként fordul elő egy adománylevélben. 1243-ban Fáj keleti határosa, ekkor találkozunk a Kécs-völgy említésével is, 1260-ban Radvány, 1343-ban Novaj – a mai Novajidrány – szomszédjának mondták. A 13. század közepéig valószínűleg királyi birtok volt. Első birtokosai az Apc nemzetségből származtak, akik IV. Bélától kapták ezt a jószágot. 1264-ben István ifjabb király ezt a földet – valójában falut – elvette tőlük, és kedvelt hívének, Csete fia Aladár mesternek adta. Aladár, aki különféle hadjáratokban és követségekben tüntette ki magát, így szerezte meg a szomszédos Fájt és Szend – a mai Szalaszend – egy részét is. Az adomány valójában csere volt: Aladár visszaadta az ifjabb királynak a korábban tőle kapott Bereg vármegyei Szentmiklóst és Szolyvát. Ezeknek az adományoknak köszönhetően Aladár egy komoly abaúji uradalom birtokosa lett, amelyet minden bizonnyal Forróból irányítottak, családja pedig idővel felvette a Forrói nevet. A Fejér vármegyéből elszármazott Aladár korábban IV. Béla szolgálatában állt, és három évig „Görögországban” tartózkodott, mint a király követe, később a herceg, illetve felesége szolgálatában állott. Ő volt az, aki Istvánnak hírül vitte fia, László herceg, a későbbi IV. (Kun) László születését. Az adományt az tette lehetővé, hogy IV. Béla király idősebbik fia, István herceg 1260 óta Erdély és Kelet-Magyarország egy részének, többek közt Abaúj vármegyének lett az ura, majd 1262 végén felvette az ifjabb királyi címet és hatalmát egészen a Dunáig kiterjesztette. István ifjabb király megsemmisítette apja adományait, a birtokokat elvette korábbi uraiktól, Kécset Detre fiaitól, és Aladárnak adta. Aladár csupán néhány esztendeig birtokolta a falut. Két, 1270-re és 1271-re keltezett hamis oklevél szerint már újra az Apc nemzetségbeliek kezén volt, akik innen kezdve Kécsieknek nevezték magukat. Ők 1271-ben felosztották egymás közt birtokaikat. Sáros vármegyei jószágaik és Kécs egyik fele jutott az egyik félnek, a falu másik fele, továbbá a szintén abaúji Peceny, Miglész és Kécsfő a másiknak. A falu felosztása a templomnál kezdődött és a falun keresztülfolyó patak mentén, azaz kelet–nyugati irányban történt. Ha ennek az adatnak a dátuma nem is egészen pontos, 1275-ben már biztosan nem volt sem Kécs, sem Szend Forrói Aladár kezén. Peceny, Miglész és Kécsfő valószínűleg nem voltak önálló települések, később nem is találkozunk velük, határuk Kécsbe olvadt. Peceny Fulókércs lakott részétől délre fekhetett. Ma egy keletről jövő vízfolyást hívnak Pecem-völgynek, a tőle délre emelkedő dombot Pecem-tetőnek, a 19. században is itt használták e nevet. Kécsfő valószínűleg a mai falutól északra feküdt. A falun keresztül folyó patak neve Kécs lehetett, ezt bizonyítja a Kécs-völgy név is. Miglész nevét egy Miglinc külterületi név tartotta fenn Fáj határában. Pecennyel szemben fekhetett a patak nyugati oldalán, és később valószínűleg Kécs része lett. A Kécsiek rendszeresen szerepeltek az Abaúj vármegyei közéletben. A család fiágon 1405 előtt kihalt, Kécsen a nőági leszármazottak nem örökölhettek. Zsigmond király a Kécsiek kezére háramlott kécsi birtokait Szendi Péternek, Fuló Lászlónak és a Fügedieknek adományozta. Ezután ők lettek a falu birtokosai, és a Fulók felvették a Kécsi Fuló nevet. 1427-ben a kamara haszna nevű királyi adó szedői 24 paraszti telken hajtották be az adót. Trócsányi Mátyást tüntették fel földesúrnak, de rajta kívül másoknak is volt itt birtokrésze. Kécs Abaúj vármegyének a Hernádtól nyugatra fekvő járásába volt beosztva.
Plébánia rangú egyháza Keresztelő Szent János tiszteletére volt felszentelve, és a 13. század közepén már állott. Tizedei az egri káptalant illették. V. István király még valószínűleg ifjabb király korában e tizedeket visszatartotta, és nem adta meg a káptalannak, 1275-ben azonban az egri püspök már megerősítette a káptalant ezek birtokában. János nevű papjának jövedelmét 1332-ben igen jelentős összegre, 15 márkára becsülték, amit meg is fizetett, 1333-ban 8, 1334-ben és 1335-ben 5-5 garast fizetett a pápai tizedszedőknek.

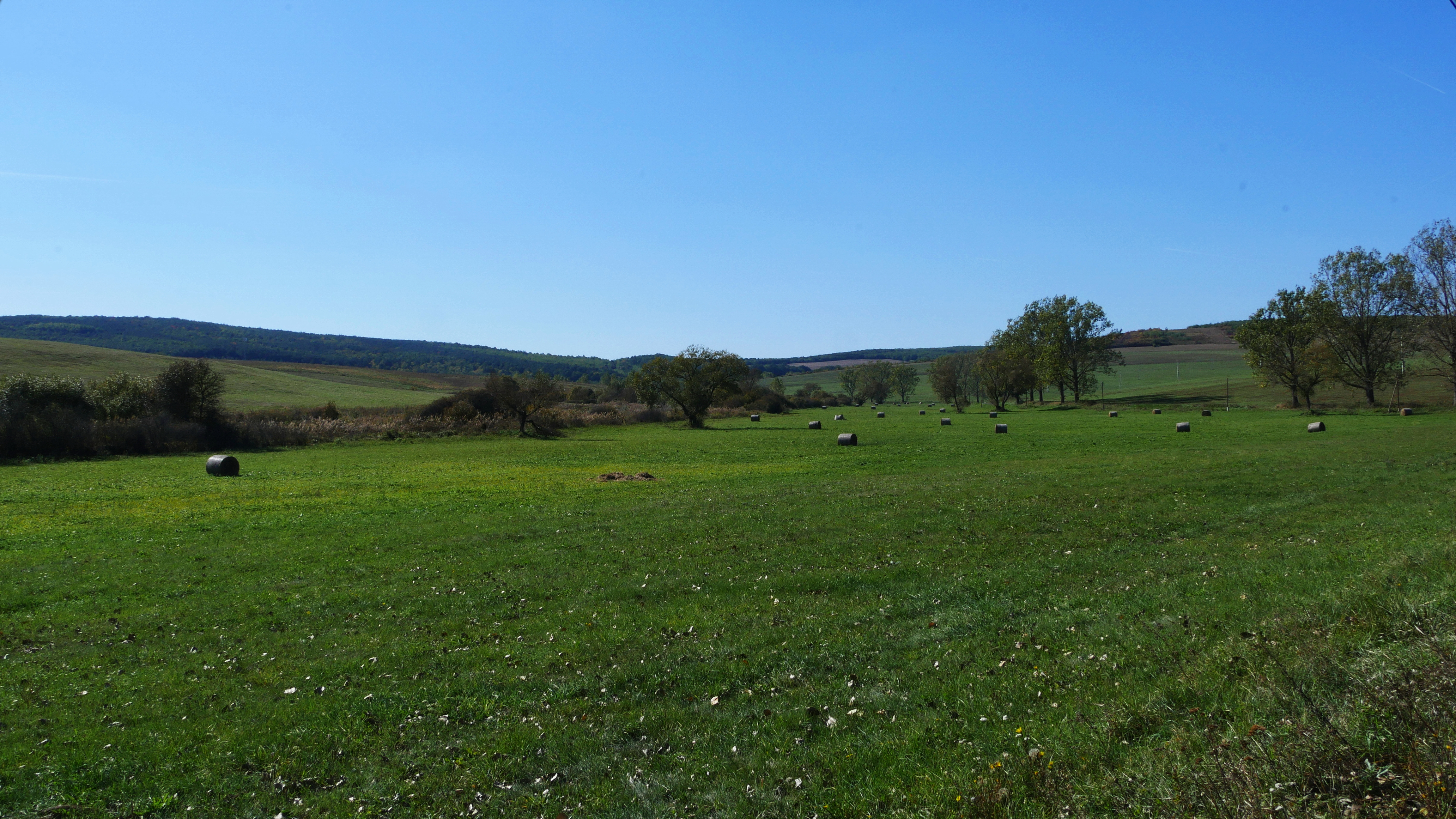
Fulókércs határa

Fulókércstől egy kilométernyire délre, a Méra felé vezető út és a patak mentén fekszik Szebenye puszta, amely ma Fulókércs határához tartozik. A középkorban itt feküdt egy ikertelepülés, Alsó- és Felsőszebenye, amely két, egymástól némileg elváló belterülettel rendelkező, önálló falu volt, saját határokkal, saját birtokosokkal és saját plébániával. Felsőszebenye a mai Fulókércs, Alsószebenye a mai Szalaszend felé terült el. A Fáji-patak és a Kécs felől jövő patak összefolyásával keletkezett vízfolyást a középkorban Ronkva- vagy Ronkova -pataknak hívták, a 19. század első felében készült katonai felmérésen Szebenyi-pataknak nevezték. A 19. századtól kezdve, valószínűleg tévedésből Vasonca-pataknak jelölték, ez szerepel a kataszteri térképen, a harmadik és a negyedik katonai felmérés térképein, csak az újabb térképek nevezik Bélus-pataknak. A Szebenye név szláv eredetű személynévből keletkezett magyar névadással. A név mögött talán a szvib, magyarul som gyümölcsnév rejlik.
Szebenye első említése 1243-ból származik, amikor Fáj egyik határosaként írtak róla. Egy 1245-re keltezett hamis oklevél őrizte meg annak emlékét, hogy a Szebenyei család tagjai a patak mentén osztották fel a birtokot. A keleti oldal jutott az egyik, a nyugati a másik félnek. A patak mellett végig füzesek voltak. Körülbelül a pataknak a falu határán belül eső folyása közepén állt a falu temploma. A patakvölgyben művelés alá vont területek, ún. mezei földek feküdtek. A település északi határát a Fájból Novajba vezető út, azaz a Fáji-patak torkolata közelében fekvő út és átkelő jelentette. 1245-ban Novaj határai közt említették, ettől kezdve hallunk külön Alsó- és Felsőszebenyéről, általában a Szebenyei család tagjai is így hívták magukat. A család tagjai rendszeresen kivették részüket a vármegyei közéletből.
1305-ben árpát vetettek itt. 1312-ben egy alsószebenyei földdarab Novaj határainál kezdődött és tartott a Ronkváig, onnan tovább a Kietlen-aszóig, ami a Ronkva egyik mellékvize, egy kiszáradt vízfolyás volt. Azt a vízfolyást kell alatta értenünk, amely a Ronkvával nyugat felől párhuzamosan halad, Felső- és Alsószend határánál éri el a Ronkvát, a mai Bélust, és amelyet a második katonai felmérés térképén Szendi-árokként jelöltek. 1319-ben egy alsószebenyei telken élt egy nemesember. 1347-ben a Szebenyei nemesek egy újabb családon belüli osztozkodása során az derült ki, hogy Alsószebenyén nem volt két királyi ekealjnyi, azaz 440 katasztrális holdnyi föld, ezért azt az igazságos elosztás érdekében felsőszebenyei földből kellett kiegészíteni. 1425-ben szalai parasztok vágtak fát az állítólag Szebenyéhez tartozó erdő egy részében. A falu 1381-ben még lakott volt, a 15. század első felében azonban elnéptelenedett, talán csak néhány nemesi kúria állt itt. Birtokosai közt több, környékbeli abaúji kisnemesi família tagja jelent meg. A kamara haszna nevű adó 1427-es Abaúj vármegyei összeírásban nem tüntették fel Szebenyét. A két Szebenye önálló határú pusztává vált. A Szalán lakó nemesek alsószebenyei birtokrészeiket Szalához számították.
1479-ben Kassa szabad királyi városa tervszerű terjeszkedésbe kezdett a két pusztán. 1479-ben még csak hat évre vették zálogba a Szélesparlag nevű földet a hozzá tartozó bozóttal együtt Fáji Benedektől és Herényi Miklóstól, a következő évben azonban már örökre meg is vásárolták tőlük. A föld a Kécsről Novajba tartó útnál kezdődött, és Garadna szántóföldjeinek dűlőiig tartott. A kassaiak további négy lépésben, 1483-ban, 1484-ben, 1511-ben és 1512-ben különböző összegekért Alsó- és Felsőszebenye jelentős részét megvették.
Temploma Alsószebenyén állt, és Szent Egyed tiszteletére volt felszentelve, 1245-ben kápolna volt, a 14. század elején azonban már plébániának számított. Mihály nevű papja 1332-ben 14, 1333-ban 8, 1334-ben és 1335-ben 6-6 garast fizetett a pápai tizedszedőknek. 1515-ben újfent csak kápolnaként emlékeztek rá, amelyhez temető is tartozott.

### Kora újkor
A középkori Szebenye, amely 1466-tól Kassa szabad királyi város földesúri hatalma alatt állt, a 16. századtól Kassa kis forrói uradalmának része lesz. Az uradalom központja Forró, harmadik faluja pedig Garadna. Szebenye azonban a 16. század közepére elnéptelenedett, 1559-ben az egykori település mindhárom részét (Szebenye, Dezső-Szebenye, Kápolnás-Szebenye) pusztaként tartották nyilván, ekkor a három egész pusztát az abaúji nemes, Szendi Zorárd és Vizkelety Jakab kapta adományba a királytól. Szebenye pusztán ettől kezdve nem folyt jobbágytelki gazdálkodás, Szebenye Erdő nevű erdejét viszont disznótartásra használta Forró lakossága.
Fulókércs falu, amelynek egyik késő középkori nevezetes birtokosa, Fuló Imre abaúji alispán 1520-ban már fulóké[r]csi Fuló néven adott ki oklevelet, a kora újkorban mindkét néven: Kércs és Fulókércs is ismeretes volt. Fulókércs Mohácsot követően továbbra is kis- és középbirtokos nemesek mint birtokostársak folyamatosan lakott jobbágyfaluja maradt, amelyre jellemző volt a török kori Cserehát birtokjogi sajátossága, a birtokosi közösség, az ún. conpossessoratus. Ekkor több nemeshez vagy nemes családhoz megosztva tartozott a birtok, amelyet a földesurak jobbágytelkenként, így jobbágyonként is megosztottak egymás között. A jórészt Abaúj vármegyéből, illetve a Cserehátról származó birtokos családokat legtöbbször rokoni kapcsolatok fűzték össze, több birtokos házastársa révén lett Fulókércs (vagy Kércs) földesura. A dikális vagy portális adó néven is ismert állami adó jegyzékében sem szerepeltek név szerint a földesurak 1552 és 1578 között, az adórovók csak ezt írták a faluról: [különböző] nemeseké, akik rokonságban álltak a 15. századtól folyamatosan birtokos kércsi és felsőszendi Fuló, figedi/fügedi Figedy (Fügedi) és a Szendi (másként Ernyei) családokkal.
A birtokosok között az 1550-es években feltűnt hangácsi Réghy (Reéghy) Kelemen (†1573 körül), az egri vár főtiszttartója is, aki több csereháti faluban, így Abaújdevecseren is szerzett birtokrészt (felesége: özvegy Tomoriné velezdi Kövér Margit). Réghytől azonban 1556-ban az uralkodó felségsértés bűne miatt elkobozta devecseri és kércsi (fulókércsi) jószágait, és Chely Györgynek, illetve Sweghffay Balázsnak adományozta, de a jószágvesztés csak egy rövid időre szólt, Réghy később visszanyerte birtokait.
A Fuló családból 1560-ben Fulókércsi (Fuló) Balázst erősítette meg az uralkodó őseitől örökölt birtokaikban, mellette a Lánczy család férfitagjainak is (Lánczy János Radványi Katalintól született, Péter, János, Mihály, Balázs nevű fiainak) szólt az adomány Szemere, Radvány (ma: Pusztaradvány) és Kércs (Fulókércs) falvakban. Fuló Balázs apjától, Fuló Imre abaúji alispántól (1526) örökölte fulókércsi jószágát, a Lánczyak pedig anyjuk révén a Radványi-ősöktől. A 16. század második felében a Figedy-örökség egyik birtokosa a rezidenciáját a középfügedi kastélyában tartó Figedy István (†1576), aki Fulókércs kb. harmadrészének földesura, birtokrészét 9 jobbágytelek képezte. Az 1582. évi portális adójegyzék azonban Fulókércs birtokosaként már Kapy Ferencet nevezte meg. Ifj. kapivári Kapy Ferenc (†Mezőkeresztes, 1596) Sáros vármegyei származású nemes, az evangélikus lelkész, író Bornemisza Péter (1535–1584) barátja és támogatója, királyi tanácsos, 1571-ben vette meg Figedy Istvántól (†1576) fulókércsi birtokrészét, a rokonok: Fuló János, Fancsali Imre és prügyi Farkas Jakab tiltakozása ellenére. Kapy Ferenc a fulókércsi birtokkal együtt Figedy alsó-, közép- és kétfügedi, bűdi, legyesbényei jószágát is megvásárolta, így a vidék jelentős birtokvagyonnal rendelkező urasága lett, de továbbra is Sáros vármegyében élt. Kapy Ferenc örököse fia, Kapy Zsigmond (†1640 k.) Sáros vármegyei táblabíró és követ (felesége, majd özvegye: pécsújfalusi Péchy Klára) 1593-ban a Figedy/Fügedi család több egykori abaúji falubeli birtokrészére, köztük Kércs falura királyi adományt szerzett. A Kapyak Sáros vármegyei birtokaikon éltek, abaúji birtokközpontjukat és majorjukat Kétyen (ma: Baktakék) rendezték be.
A fügedi/fügedi Figedy család még a középkor végén került rokoni kapcsolatba az ugyancsak Abaúj vármegyei, gibárti Bor családdal, Bor Pál ugyanis 1510 körül feleségül vette Figedy Dorottyát, Figedy Benedek (más néven Figedi Horváti Benedek) egyik lányát, és ezzel birtokon belül került felesége abaúji (Fancsal, Gibárt, Fulókércs) és zempléni (Legyesbénye) jószágaiban. A birtokokat fiuk, gibárti, másként figedi Bor János (†1586/87) és lányuk, Fancsaly Tamásné Anna örökölte. Bor Jánostól fiaira, Györgyre (†1590) és Ferencre (†1590) szállt a nemesi jószág, korai halálukkal azonban megszakadt az öröklési rend.
Az 1596. évi portális összeírás a fulókércsi birtokosok nevét is közölte: Kékedi György, özv. Csebyné, Fuló János, Szemerei Tamás, Kis János, Beretkei György, Monoky István. Kékedi vagy Kékedy György (parlagi Parlaghy Erzsébet és második férje, alsókékedi Kékedy János fia) a hegyközi Kékeden kastélyt építő vagyonos birtokos család tagja, nagy vagyonszerző, aki az országos politikában is szerepet játszott Bocskai István és Bethlen Gábor idején. Neves katona hírében állt, ifjú korában a családi legendárium szerint a Gömör vármegyei Balogvár alatt egy törökkel halálos bajvívásban mérkőzött meg.  1608–1612 között abaúji táblabíró, 1607-ben és 1608-ban Abaúj vármegye követe a kassai részországgyűlésen. Andrássy Katalintól származó fia, alsókékedi Kékedy Balázs az 1630-as években szerepelt Abaúj vármegye közéletében. Özvegy Cseby Györgyné kéri Járay Margit a középkori Borsod vármegyéből származó kéri Cseby (Csebi) család tagja férje, Cseby György (†1590 k.) révén, aki 1564-ben Abaúj vármegye törvényszéki ülnöke, majd 1571-ben és 1580-ban alispánja, többször országgyűlései követ volt, és jelentős birtokokat szerzett Dél-Abaújban a 16. század második felében. Cseby György egyébként a Bor és a Fuló családdal is rokonságban állt, harmadik felesége, kéri Járay Margit ugyanis sógornője volt Bor Jánosnak (†1586/87) nővére, Járay Magdolna révén, akinek unokája, Fancsaly Éva kércsi Fuló János felesége lett.
A Fulókércsnek nevet is adó középkori Fuló család birtoklása folyamatos volt a 16–17. században is. Kécsi (kércsi), másként szendi Fuló Imre abaúji alispán (1526) és Szendy Erzsébet fiai: kércsi és felsőszendi Fuló Mátyás (†1602 k.), illetve Fuló János (†1563 k.) és Balázs egyenes ágon örökölték apjuk jószágait. Az 1596. évi adójegyzékben szereplő Fuló János (Fuló Mátyás és Mondolay Zsuzsanna fia), akit 1584-ben választottak meg abaúji táblabírónak, már a következő nemzedék tagja, hiszen Fuló Imre szolgabíró fia, id. János 1564 előtt meghalt, 1564-ben ugyanis özvegyét, Fancsaly Évát már második férje, Tomori János feleségeként említették. Fuló Imre abaúji alispán másik fia, Fuló Pál fulókércsi jószágait özvegye eladta buzitai Bécz (Bécs) Ferencnek és feleségének, kéri Járay Erzsébetnek, hogy saját váltságdíjat megfizethesse, miután a tatárok 1599-ben jószágait felprédálták, őt magát pedig elhurcolták. Fuló Pál másik fivére, Fulókércsi Balázs volt, ennek fia, György is részesült a Fuló-örökségben, de 1594-ben hetesi Pethe Márton akkori váradi püspök ellen merényletet követett el, s főbenjáró bűne miatt felesége, Fekésházi Dorottya kénytelen volt a püspök fivéreinek inscriptióba, azaz zálogbirtokba bocsátani Fulókércs faluban és Radvány pusztában (ma Pusztaradvány) lévő porcióikat. A 16. század végén négy birtokosa is volt Fulókércsnek a Fuló családból, Fuló Imre ágából: Fuló Pálné; a sógora, Fuló Márton; fivérüknek, Jánosnak a fia, Miklós; Fuló András ágából pedig Fuló Mihály.
Fulókércs 1596-ban említett földesura, Monaky István rokonságban áll a Fulókkal, hiszen a Zemplén vármegyében birtokos monoki Monaky (Monoky) családban született id. Monaky István parlagi Parlaghy Erzsébet és első férje, korlátfalvi Fuló Mihály lányát, Fuló Margitot vette feleségül, aki (kécsi) kércsi Fuló András abaúji alispán (1520) leszármazója volt. A korabeli Cserehátra jellemző szoros családi kapcsolatokra jellemző, hogy Fuló Margit és Kékedy György személyében anyai féltestvérek, az igen vagyonos Szabolcs vármegyei családból származó parlagi Parlaghy Erzsébet két házasságából származó gyermekei voltak 1596-ban egyszerre birtokosok. 1609-ben és 1610-ben Kékedy György és ifj. Fuló Mihály a Hajdúságban is közösen birtokoltak a Parlaghy-örökségben.
Beretkei György felesége, Szendi Anna révén került a csereháti birtokosok közé, és Fulókércs mellett Alsószenden és Gagybátorban is érdekelt volt. A késő középkori Gömör vármegyében birtokos Beretkei/Beretki Ravasz család leszármazottait a 16. század második felében többször megválasztották Gömör vármegyei hivatalokra, így az alsó- és felsőberetki Beretkey család egyik tagját, Györgyöt is (felesége Csathó Zsófia), aki 1571-ben gömöri táblabíró, 1586-ban pedig szolgabíró lett. Bereti Szemere Tamás a Cserehát egyik ősi birtokos famíliája, a Szemere család 16. századi leszármazójaként feltehetően felesége, Szendy Fruzsina révén került be a fulókércsi birtokosok közé. 1597-ben a portális adó kirovásánál ismét feljegyezték a birtokosok nevét, Kis János, Monoky (Monaky) István és Beretkei György neve mellett azonban már Szemerei (Szemere) Pétert (felesége: Baksy vagy Baxi Sára) tüntették fel negyedik földesúrként, aki Szemere Tamás és Szendy Fruzsina fiaként örökölte a birtokrészt.
A Szemerék tovább birtokoltak Fulókércsen a 17. században, előbb Szemere Pál (†1652) országgyűlési követ, kamarai tanácsos és felesége, később özvegye: Putnoky Klára (†1667), majd fiuk: szemerei Szemere László (†1677), 1667–1672 között zempléni alispán. Amikor Szemere Lászlót a Wesselényi-féle szervezkedésben való – koholt vádak alapján feltételezett – részvétele miatt 1670-ben elfogták, fulókércsi birtokrészét is elkobozták. A fulókércsi, csenyétei és litkai birtokrészeket a szemerei kastély urai, a Szemerék szemerei uradalmukhoz csatolták, és együtt kezelték.
A 16. század végén Bor Pál fia János (†1586/87), illetve az ő fiai: György (†1590) és Ferenc (†1590) halálával a Bor család férfiágon kihalt, Figedy Benedek fia Péter fia Istvánnal (†1576) pedig a Figedyeknek szakadt magva, ezért jószágaik visszaszálltak az uralkodóra. A Gibárt, Fancsal, Fulókércs, Közép-Füged és Vécse falvakbeli birtokrészeiket 1592-ben Farkas Pál szatmári udvarbíró és fivére, István, az országbíró és a kisebb királyi kancellária jegyzője kapta adományba Rudolf királytól, II. Mátyás pedig 1610-ben megerősítette Farkas Pál fiát, Istvánt apja adományában: Gibárt, Fancsal, Fulókércs birtokrészek és Vécse (ma: Hernádvécse) teljes falu birtokjogában. Egy másik gibárti birtokrész 1609-ben nádori adományból a család másik tagjáé, Farkas Mihályé lett, 1611-ben pedig Farkas Mihály (később tokaji alkapitány) és fiai: János, György armálist nyertek az uralkodótól. A 17. században az adományos család már gibárti Farkas néven ismeretes Abaúj vármegyében. A Bor család azonban lányágon továbbra is megmarad Fulókércs uraságában, Bor János nővére, Anna 1582-ben még hajadon, de a 16. század végétől már Török Miklós feleségeként együtt lettek birtokosok a Figedy és Bor családtól örökölt jószágaikban egészen 1618-ig. 1610-ben Török Miklós és neje, Bor Anna új adományt, azaz megerősítést kaptak középfügedi kúriájukra, valamint fulókércsi, gibárti, büdi jószágaikra.
A Fulók leányága révén a 17. században a Zemplén vármegyei eredetű pósacsécsi és girincsi Girincsy család is bekerült Fulókércs uraságába. Az 1660-ban Felsődobszán lakó Girincsy Mátyás és fivére, a tállyai illetőségű Girincsy László anyjuk, felsőszendi Fuló Mátyás (†1603 k.) lánya révén kerültek birtokon belül, apjuk, Girincsy István ugyanis Fuló Zsuzsannát vette feleségül. A fivérek birtokosztályánál az abaúji jószágok nagy része Lászlónak jutott, így az 1660-as évektől ő lett Fulókércs és egyéb jószágok (Felsőszend, Felső- és Alsólánc, Szala, ma: Szalaszend, Buzita, ma Buzica Szlovákiában, Felsődobsza, Csobád, Felsőméra, Felső- és Alsógagy, Vendégi, Fancsal, Büd stb.) egyik földesura. Bizonyos Abaúj vármegyei birtokrészek azonban közösek maradtak (Felsőméra, Dobsza, Kázsmárk, Bakta, Papi, Lyuba, Felső- és Alsógadna). A fulókércsi birtok, amely 11 jobbágytelket foglalt magában, az abaúji Szalával, Alsó- és Felsőszenddel és egyéb jószágokkal együtt egészen a 18. század elejéig a Girincsy családnál maradt.
A Cserehát – a Szemerék mellett – legősibb birtokos családjának, a Fáy családnak is volt porciója Fulókércsen a 17. század második felében. Amikor id. Fáy István (†1616) és ecsédi Reöthy Kata fiának, ifj. Fáy (V.) István (†1710) borsodi alispánnak, aki fivérével, Fáy Lászlóval (†1690 k.) együtt részese volt Wesselényi Ferenc mozgalmának, 1673-ban lefoglalták birtokvagyonát, Fulókércsen 2 zsellér- és egy puszta telek tulajdonosa volt. Ifj. Fáy István jószágait 1673-ban Freundlich Mátyás szendrői provizornak adták át. A hajlott korú Fáy István 1704-ben csatlakozott a Rákóczi-szabadságharchoz és Murány várának kapitánya lett, a Rákóczi-féle szabadságharc után ezért több birtokát ismét elkobozták, és a szendrői királyi uradalomhoz csatolták. Ifj. Fáy István apja, id. Fáy István (†1639) unokája volt Fáy Sebestyénnek (†1558) és Lánczy Ilonának (az 1560-ban fulókércsi birtokadományban részesült Lánczy János leányának). Bár a legtöbb földesúr máshol tartotta fő rezidenciáját, többeknek Fulókércsen is volt majorjuk, nem egy esetben udvarházuk is.
A nemesek közbirtokossága alatt álló Fulókércs a portális vagy dikális adó néven is ismert állami adónak a kamara megbízásából készült jegyzékeiben közepes adóképességgel jelent meg a 16. század közepén. 1552-ben 5 porta mint adóegység alapján rótták ki a falura az adót, ez az érték 1565-ig még növekedett is, 1553–1554-ben 6 porta, 1564/65-ben 7 porta volt, a legmagasabb mérőszámot 1565-ben érte el a falu 7,5 portával. Fulókércsen az 1553. évi adólista szerint a telkes jobbágyok mellett 12 zsellér is élt, azaz olyan parasztok, akik a telki állományból egyáltalán nem vagy csak részben részesültek. 1553-ban jelentős allódiumokat, azaz több földesúr majorságát, udvarházát is feljegyezték a faluban. 1570-ben a 7,5 portát kitevő adófakultáshoz 19 helyi zsellér is hozzájárult. 1576-ra közel harmadával csökkent a falu termelőképessége, ekkor 5 portára értékelték az adórovók, és alig egy évtized alatt még ez az érték is lecsökkent 3 portára (1578, 1582, 1588). 1596-ban a négy név szerint is megnevezett birtokos porcióján gazdálkodó jobbágyok és zsellérek 0,75 (Monaky István), 1,25 (Szemere Péter), 0,5 (Beretkei György) és 1,25 porta adóképességet mutattak fel. Amikor a középkori eredetű porta mint adóegység az országgyűlés határozata alapján megváltozott, és a ház mint adóegység alapján vetették ki a fizetendő adót, Fulókércsen 29 adóházat írtak össze, ez a szám a beltelkek, házak valós számához közelített. A hódoltság peremvidékén fekvő Cserehát adóképességének változása, hullámzása a török háborúknak, az oszmán seregek portyázásainak, a kassai főkapitányság által irányított királyi katonaság hadmozdulatainak tudható be. 1596-tól már az oszmán katonai és igazgatási központtá tett Egerből pusztították a vidéket.
1599-ben a korábbinál is nagyobb pusztulás következett be a Csereháton, tatár csapatok garázdálkodtak ugyanis a vidéken, ráadásul a felső-magyarországi főkapitányságra frissen kinevezett Giorgio Basta (1550–1607) a tatár hadak ellen az abaúji Méra mellett vonta össze csapatait, s az itt felállított tábor királyi katonasága is hozzájárult a csereháti falvak kifosztásához. Falujuk felégetéséről maguk a fulókércsi jobbágyok vallottak az adószedőknek 1599-ben, így adót sem tudtak fizetni. A falu elég hamar, már 1600-ban újra adóképes lett 6 házzal, vagyis Fulókércsen valamelyest kisebb volt a pusztítás, mint a Cserehát többi falujában. 1609-től az adózás alapja ismét a porta lett, de a következő évtizedben a falu jobbágyai és zsellérei 1-2 porta után adóztak.
1624-ben Fulókércsen már a jobbágyi sorból kiemelkedő taxalista és armalista nemesek is feltűntek az adójegyzékben, és állandósult a falu társadalmának szétválása egyrészt kiváltságos taxás nemesekre, másrészt az alávetett státusban, a jobbágy-földesúri jogviszonyban megmaradt népességre. 1632-ben a kiváltságosok (libertinusok, taxások, armalisták) nevét is feltüntették az adójegyzékben, adójukkal együtt: Beretkei Farkas (25 dénár), Nagy Benedek (9 dénár), Vas Pál (9 dénár), Horváth Mátyás, György deáknál (25 dénár). A névsorból kitűnik, hogy a 16. század végén még birtokosi státussal rendelkező Beretkei család tagja már csak kisnemesi vagyonnal rendelkezett, az egyik taxás nemesnek, Horváth Mátyásnak pedig még saját háza sincs Fulókércsen. 1635-ben a jobbágyok-zsellérek adóképessége nem tett ki egy adóportát, a taxások viszont 1,25 Ft adót fizettek. Abaúj vármegye nemesi összeírásába 1646-ban Nagy Mózes, Torma Pál, Vas Pál fulókércsi illetőségű armalista nemeseket vették fel. 1648-ban a fulókércsi jobbágyok és zsellérek portaszáma csupán ¼, míg a taxás nemesek összesen 60 dénárt fizettek az adóba.
Az egri törökök 1630-as években folytatott sorozatos csereháti betörései 1640-ben érték el a csúcspontjukat, ekkor a Gagyvölgyet rohanták le a falvak hódoltatása céljával. 1641-ben tartott tanúmeghallgatáson így vallottak erről a régió jobbágyai: „Ez esztendőben [1640], egyszersmind nagy kegyetlenül rablották Felső-, Alsó-Gagyot, Kércset és Baktát, iszonyú égetéseket tevén, amely helyekből keresztény atyánkfiai közül kiket levágott, kiket megégetett, kiket kegyetlenül rabságra vittek, összességgel teszen hétszázig, mely kegyetlen rablások miatt kényszerítettek meghódolni Alsógagy, Bakta, Beret és Detek.” 1640-ben a felsorolt falvak mellett a Cserehát majdnem az összes faluja kénytelen volt a török uralom alá hajtani a fejét, ami egyszerre jelentette az oszmán államnak való adófizetés kötelezettségét és az egyes jobbágyfalvakat kiválasztó egri tisztek földesuraságát. A tanúvallatás során a falvak jobbágyait kérdezték meg a meghódolás körülményeiről és új uraikról, Fulókércs képviselői azonban kimaradtak a tanúk közül, de nem azért, mert nem lettek oszmán alattvalók. A dikális adójegyzékbe ugyanis 1648-ban Fulókércset is mint töröknek adózó települést vették fel, a magyar királyi adót ugyanis a töröknek meghódolt falvaknak, mezővárosoknak is fizetniük kellett, igaz, a rovásadót általában a felére csökkentették a hódoltság peremvidékén élő, kettős, oszmán-magyar adóztatás alá eső területeken. A 17. század második feléből nem maradtak fenn az abaúji adólisták, az 1696. évi országos adóösszeírás alkalmával viszont a falut az adórovók kuriálisnak minősítették, ami ebben az esetben azt jelentette, hogy lakosai jórészt taxás nemesek, taksás jobbágyok, vagy címeres nemességgel rendelkező, birtok nélküli armalisták voltak, és a taxások mellett éltek ugyan alávetett személyek is, ezek azonban adóképtelenek. A Rákóczi-szabadságharc alatti, 1707. évi adóösszeírás kuriális faluként tüntette ugyan fel Fulókércset, de élt itt kisszámú hagyományos telkes jobbágyi és zselléri népesség is, akinek az adóképességét 1/16 portára becsülték az adórovók.
Az armalisták, egytelkes nemesek, taxások és a jobbágyok paraszti gazdálkodása hasonló volt a beltelkekhez tartozó, nyomásokra osztott szántóföldeken, kaszálókon, a telkektől független kis szőlőkben, de a jobbágyok az egyházi tized, a hódoltság korában a kamara által bérelt ún. királydézsma mellett földesuruknak az urbáriumban meghatározott járadékkal tartoztak, ez a taxásokat nem terhelte. Fulókércs első urbáriuma 1576-ból ismert, amelyet közvetlenül Figedy István, Fulókércs harmadrészének földesura halála után jegyeztek fel a szepesi kamara megbízottai, feltehetően azért, mert Figedy István örökösei el akarták adni a birtokrészt, 1582-ben ugyanis már Kapy Ferenc Fulókércs egyik földesura. Az urbáriumot a helyszínen a jobbágyok anyanyelvén rögzítették a kamarai biztosok „Fügedy Istvánnak Fulókércsben vagyon kilenc jobbágyhelye, az egyik helyen egész [telkes] jobbágy: Fejes Benedek lakik, az nyolca puszta. Egy jobbágyhelynek az mennyi szántófőde vagyon, egy ugarlás után vethetni öt kassai köblöt, tavasznál, ősznél, azaz három ugarlás után vethetni tizenöt köblöt. Az mennyi kaszáló réte vagyon egy hely után, egy szekér széna terem rajta. Akin jobbágy lakik, adóval nem tartozik, hanem esztendőben tartozik két kappannal, négy kaláccsal. Vetésből az jobbágy és az kik a puszta földeket bírják, kilenceddel tartoznak dézsmában az jobbágynak. Az minémő szőllője vagyon Fejes Benedeknek, bordézsmából kilenceddel tartozik, és azután szántással, minden szolgálattal, az mint az ország törvénye tartja. Az minémő szőllőhegye vagyon ez falunak, az Fejes Benedek bordézsmájával egyetemben, Fügedi Istvánnak harmada jár az bordézsmának. Az falunak az minemő makkos erdeje vagyon, azt közönségesképpen bírják.”  Figedy István birtokrésze 9 jobbágytelket tartalmazott, de 1576-ban csak egyetlen telkes jobbágya gazdálkodott, 8 telke puszta volt, feltehetően valamilyen külső ok (török pusztítás) miatt. A fulókércsi szántóföldi gazdálkodás három nyomásban folyt, egy jobbágytelek után mind a három nyomásban egy-egy parcella járt egy jobbágytelekhez, ezekbe egyenként 5 kassai köböl (kb. 400 liter) szemes gabonát lehetett elvetni mind az őszi búzából, mind a tavasziból, a nyomáskényszer miatt egy évben két nyomást használtak, a harmadik pihentetés alá esett, ezt ugarnak nevezték, ezt a következő évben szántották és vetették. A fulókércsi jobbágyok gabona- és bortermésük után is kilenceddel tartoztak földesuruknak, pénzjáradékot, ún. cenzust, amelyet a fulókércsiek adónak neveztek, nem fizettek, évente viszont ún. ajándékként két kappant és 4 finom búzából készült kenyeret adtak az uraságnak. A telki állománytól független szőlőbirtok termésén úgy osztoztak meg a falu földesurai, hogy az összeöntött bordézsmából ki-ki kivette a neki járó részt porciója arányában. A falu tölgyerdeje is közös volt a birtokosoknak.
100 év múlva, 1672-ben, amikor a rendi ellenállásban részt vett birtokos, szemerei Szemere László (†1677) jószágait elkobozták, Fulókércs Szemere-részén már csak 3 egykori jobbágytelken gazdálkodtak, az összeírást végző kamarai tisztviselők ezt a gazdasági teljesítményt 1/8 adóportára becsülték. Az egyik telektulajdonosnak, Kovács Pál libertinusnak, azaz a jobbágyi szolgálat alól felmentett egykori jobbágynak (fiai: Mihály 9 éves, György 5 éves) 1 lova és 3 ökre, valamint 13 tehene, 4 disznaja, sőt méhei is voltak. A két másik telket Szemere László zsellérei foglalták el, Tóth János (fiai: Pál 11 éves, István 7 éves, Mihály 3 éves), illetve Csőry Márton (fia: Péter 16 éves). A Szemere-birtokrészen 1672-ben 15 puszta jobbágytelket írtak össze, ami a falu 17. századi fokozatos pusztulását mutatja, de azt is, hogy egykor közel 20 jobbágya volt itt a Szemeréknek. A puszta jobbágytelekhez tartozó szántókat használhatták más jobbágyok, zsellérek is, de a termésből meg kellett adniuk a földesúri tizedrészt. Az 1672. évi kamarai összeírásban megjegyezték, hogy a többi birtokosnak 12 jobbágytelke van a faluban, taxás nemesekből pedig 9 élt ekkor Fulókércsen. Cenzust még ekkor sem fizettek a jobbágytelkek után, viszont a telkes jobbágyok kötelesek voltak az uraság borát kocsmáltatni, robotmunkára pedig legfeljebb heti két napon kötelezhették őket. A tölgyerdők még mindig közösek a többi földesúrral, a falu makkoltatásra alkalmas erdeiben ekkor összesen 600 disznót lehetett hizlalni.
1673-ban a másik rebellis földesúr, ifj. Fáy István (†1710) fulókércsi konfiskált jószágát is leltárba vette a kamara, a Fáy-birtokrészen ekkor két féltelkes jobbágyi gazdaságban már csak zsellérek gazdálkodtak: Balogh Mihály (állatvagyona: 2 tehén, 3 disznó), Fejes Tamás (1 tehén, 2 disznó), de volt egy puszta jobbágytelek is. A Fáy-féle jobbágyok sem fizettek cenzust földesuruknak, robotot pedig szükség szerint teljesítettek.
Fulókércs lakosai, a borsodi és abaúji régió legtöbb településéhez hasonlóan, a 16. század második felében a reformáció hívei lettek. A falu egyháza az 1567. évi debreceni zsinaton a helvét hitvallást aláíró abaúji, más néven kassavölgyi református seniorátushoz (esperességhez) tartozott, amely a 16. század végén egyesült a tornai egyházakkal, és ettől kezdve abaúj-tornai egyházmegyeként működött. Fulókércs református közössége, gyülekezete a 16–17. században leányegyház volt, amelyben az illetékes anyaegyház lelkésze szolgált. Kezdetben Petri (ma: Hernádpetri) református papja prédikált Fulókércsen és Szemerén. Petri és leányegyházai első ismert lelkésze Aranyasi Gáspár (1585–1686) volt, majd Fulókércs Szemere anyaegyház fíliája lett. Szemere ismert lelkészei: Szőlősi Mihály (1596), Bölcskei Tamás (1610), Debreceni János (1622), Varanai Sándor (1623). Fulókércs leányegyházban a 16. században volt egy telke a lelkésznek, amelyet lakhatásra ugyan nem használt, de szántóföldi tartozékain gazdálkodhatott, így a Berbice kútjánál lévő 6-7 köblös szántón, „a templom felé a gyalogút melletti” kis parcellán, amelyet Pap földjének hívtak, illetve a Pocsai-torokban lévő másfél holdon. A Mélyvölgy-torokban is volt egy hold szántóföldje, ebbe 1 köböl gabonát vethettek, illetve a „Caspar úr erdeje” mellett egy Pap ortványa nevű 2-3 köblös egykori irtvány. Ezek a földek azonban a 17. század elején már nem tartoztak a lelkészi javadalmához. A fulókércsi református hívek a 16. század végén telkes jobbágyonként 1 kalangya búzát adtak lelkészüknek, a zsellérek fél köböl szemes gabonát. Később a kötelező javadalmat eltörölték, a lakosok tetszés, illetve megállapodás szerint fizettek a papnak. Az 1614. június 18-án Ináncson tartott egyházmegyei gyűlésen a papi szolgálatot tekintve a küldöttek úgy határoztak, hogy a szemerei prédikátornak minden harmadik vasárnapon kell Fulókércs leányegyház templomában istentiszteletet tartania, a főünnepek pedig az ünnep második napján kell Fulókércsen prédikálnia. A fulókércsi hívek kötelességeként szabták meg, hogy a lelkésznek munkájukkal is szolgáljanak, a szemerei hívekkel együtt újították fel a lelkész szemerei házát. Szemerén református iskola is működött, a tanító díjazásában a fulókércsi hívek is osztoztak a szemerei lakosokkal. Bár Fulókércs leányegyház volt, saját templommal rendelkezett, a középkori kőtemplomot ugyanis a 16. század második felében elfoglalták a református vallásra áttért lakosok, akiknek földesurai, kegyurai is egyazon egyházhoz tartoztak. A késő gótikus, egytornyú boltozott templomot a 16. században erődítéssel látták el, és egészen a 17. század végéig szolgálta a híveket, ekkorra azonban annyira leromlott, hogy helyette fatemplomot építettek maguknak, bár a középkori kőtemplom még a 18. első évtizedeiben is állt. Bél Mátyás 1730-as évek elején készült és a 21. századig kéziratban maradt, Abaúj vármegyét latin nyelven leíró monográfiájában is megemlékezett a különleges, erődszerű építményről a korabeli Fulókércs leírásában: „Fuló-Kércs falu 1726-ban puszta, hogy miféle jogsértés következtében, nehéz megmondani, mivel területe a paraszti műveléshez szükséges minden előnnyel rendelkezik, igaz, trágyázásra szorul. Birtokosai a Szepessyek, Fáyak, Szemerék (Szemereiek). A faluban áll egy templom, használaton kívüli építménnyel. Tömege szabályosan hatszög-formára épült, kívül boltívekkel van ellátva, belül is ugyannyi boltozata van, körülbelül 15 ember befogadására alkalmas. Egyetlen ajtaja van, a nyugati oldalra helyezve, ehhez csatlakozik egy hosszabb ablakocska. A templom tömegéből emelkedik ki a torony, feltűnő magassággal, amikor a templom falával egy magasságba kerül, onnantól négy támpillér támasztja, a boltozat fölött kettős körítő fal övezi, belül két embernyi szélességben, hogy a falba épített nyílásokból bármely irányba nyílvesszőket vagy ólomgolyókat lehessen kilőni. Az építményt teljes egészében védelem céljára tervezték. A lakosok nem tudják, vajon mely korszakra datálják az építményt. Én [=Bél Mátyás] azt mondom, ez a husziták uralmának emléke, amikor Kassa az övék volt, és széltében-hosszában garázdálkodtak a vidéken. Ezért templomaikat is úgy emelték, hogy egyszersmind kisebb erődítmények is legyenek. Ami az épület belső falán olvasható görög betűket illeti, ezeket is a csehek írhatták vagy véshették a falba, már ha egyáltalán görög betűkről van szó, és nem úgynevezett „barátírásról”, ahogyan az ilyen [cseh] betűformát nevezik. […] 28. Szebenye Fulókérccsel határos, a faluhoz kelet felől csatlakozik. Szebenye már elhagyatott hely, szántóföldjeit, művelés híján, elfoglalta az erdő. Területe nagyrészt bokros-ligetes, kétfelől völgy övezi, a falu a völgy bejáratára települt, oldalával a fájiak területének határvonala mentén terjed ki észak felé. Szebenye a kassaiak örökletes birtoka.”

### 18. század
A község népességének egészéről a 18. század második felétől áll rendelkezésre megbízható adat. II. József népszámlálása volt az első olyan összeírás, amely a teljes lakosságra kiterjedt, és ennek adatai szerint 1785-ben a falu honos népessége 464 fő volt. Ludovicus Nagy 1828-ban megjelent népességstatisztikai munkája szerint viszont ekkor már 548 főt tartottak nyilván a faluban, a Fényes Elek Geographiai szótárában található 575 fős adat pedig még további növekedést jelez. A házak számában nem érzékelhető számottevő változás: II. József idején 74, 1828-ban 76 házat jegyeztek fel az összeírók. Az 1828-as országos adóösszeírás idején 62 személy után kellett adót fizetni a faluban. Az 1760-as évek végén végrehajtott úrbéri összeírás felmérésekor Fulókércsen 141 holdon 13 jobbágyot írtak össze, akik összesen 4 és ¼ jobbágytelket műveltek meg, és ez mind a falu határának területét tekintve, mind az átlagos teleknagyság vonatkozásában kicsi és szegény földművelő népességre utal. Igaz, a másfél évtizeddel későbbi népszámlálás már 26 jobbágyot és 42 zsellért regisztrált a faluban, és így kérdéses, hogy melyik adat mennyire megbízható. Határát termőképesség szempontjából Vályi András a „soványas” szóval jellemezte, másodosztályúnak sorolta be, és azt is hozzátette, hogy távol fekszik a lehetséges piactól, amit kedvezőtlen adottságként említett.

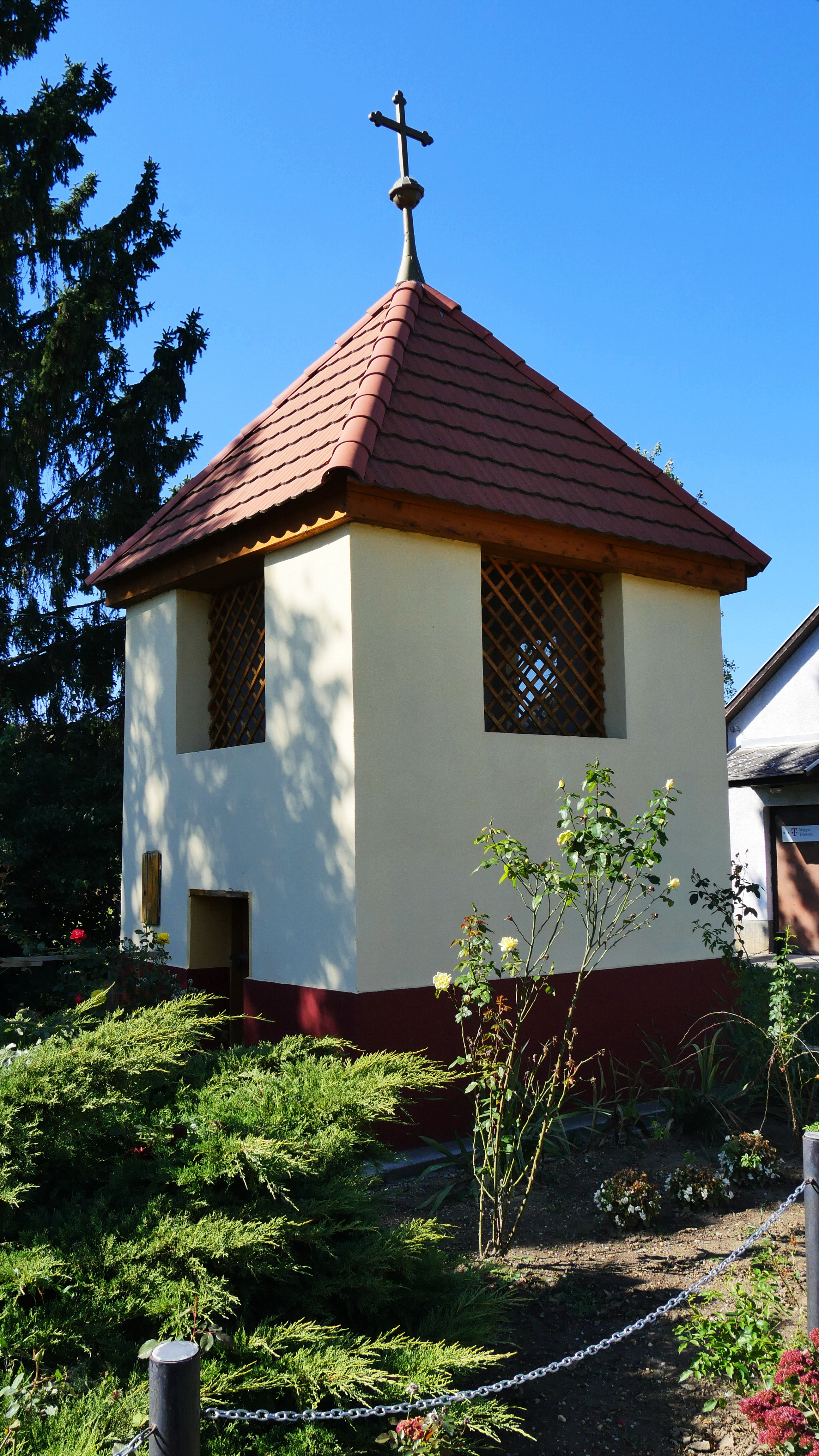
Római katolikus kápolna

A település lakosságát Vályi „elegyesnek” (tehát vegyesnek), Fényes viszont meghatározóan magyarnak tudta. Felekezeti szempontból a népesség többsége protestáns volt (1828-ban 327 fő), és azon belül a református felekezet tette ki a nagyobb részt (az 1850-es adat szerint 330 kálvinista mellett még 24 fő volt lutheránus). Élt a faluban egy jelentős katolikus népesség is, az ő számukat 199 főben közölte Ludovicus Nagy, Fényes Elek pedig pontosabb bontásban 138 római és 60 görögkatolikus fulókércsi lakosról számolt be. A keresztény felekezetek közül csak a reformátusoknak volt saját egyházközségük a faluban. A település izraelita lakossága, amely a népszámlálás idején még csak 6 házas férfiből (és családjukból) állt, 1828-ra 10-re, 1850-re pedig 26 főre bővült.
A falu társadalmi sajátossága a nemesség magas aránya. II. József korában a Csereháti járás területén az egyik legnagyobb számú és arányú köznemesi lakosságot itt regisztrálták: összesen 52 férfi és fiúgyermek jutott a 77 keresztény háztartásra. A falu területe számos földesúr közt oszlott meg, Vályi András és Fényes Elek nem is listázta őket, a Mária Terézia-kori úrbéri összeírásból viszont ismert az akkori, jobbágytelkeket birtokló nemzetségek és személyek neve. Közülük még Lónyay Klára és Szepessy László birtoka volt a legnagyobb, de az általuk birtokolt föld is csak 1-1 jobbágyteleknyi területet tett ki, és ezeket 4-4 jobbágy művelte meg. Rajtuk kívül a Fáy család néhány tagja és Örményi Nagy János birtokában volt még jobbágytelek ekkoriban. A Fulókércsen élő többi nemes feltehetően a birtoktalan vagy csak majorságot birtokló nemességhez tartozott, akikről legfeljebb az 1770-től folyamatosan vezetett református anyakönyvben feljegyzett névanyag alapján tudunk némi képet alkotni.

### 19. század
Fulókércs népessége a 19. század második felében nem érte el a félezer főt (1880-ban 429 fő, 1900-ban 455 fő), amit a születések és a halálozások aránya, valamint a migráció szabályozott. Az előbbi 1900 és 1910 között 40,4‰, az utóbbi 22,4‰, a természetes szaporodásból származó növekedés 77 fő, ebben az évtizedben viszont 40–45-en hagyták el a települést, illetve vándoroltak ki az Egyesült Államokba.
A lakosság felekezeti megoszlására a reformátusok többsége jellemző, számuk 1900-ban 231 fő (54%), a római katolikusoké 150 fő (35%), rajtuk kívül görögkatolikusok (13 fő) és izraeliták (31 fő) éltek a faluban. A református gyülekezet életében fontos esemény volt az új templom építése 1903-ban, ami megosztotta a közösséget. A kisebbik „párt” a régi templom renoválását támogatta (azért, hogy az újabb adósságokat elkerüljék), a többség azonban és Nagy Mihály lelkész új tornyot akart, amihez a hívek adományain és áldozatos munkáján kívül, 2000 koronát az egyházkerület pénztárából kölcsönöztek.
Az alfabetizáció folyamata a század utolsó évtizedeiben gyorsult fel: 1880-ban a népesség 36%-a, 1900-ban 57%-a (a 6 éven felüliek 72%-a) tudott írni és olvasni.
A település földhasznosítását a szántóföldek területének a növekedése határozta meg (1865-ben 1071 kataszteri hold, a faluhatár 42%-a, 1895-ben 1297 hold, 50%), de magas maradt a közös tulajdonú legelők és erdők részesedése is (a századfordulón 504 hold, illetve 598 hold), aminek a használatát az egykori nemesi közbirtokosság szabályozta. A gazdálkodást és az életviszonyokat a falusi közösségek emlékezetében hosszú ideig megmaradó természeti csapások is befolyásolták. Fulókércsen a Hernád 1878. augusztusi áradása az éves termést, az állatállomány nagy részét, továbbá 151 család lakóházát pusztította el.
A késő rendi korszakban néhány nagyobb birtokosnak voltak részbirtokai Fulókércsen, rajtuk kívül úrbéres telekkel (és jobbágyokkal) nem rendelkező kuriális nemesek, valamint telkes jobbágyok éltek a faluban. Az első csoportba sorolható gróf Fáy István az 1850-es években csődbe jutott (a helyi birtoka körülbelül 27 hold), az allodiális földjeit árendába adó Darvas András a jobbágyfelszabadítás után 6/8-ad jobbágytelek, Bárczay Dániel 1 jobbágytelek után számíthatott úrbéri kárpótlásra (ennek összege 375 és 500 forint volt, a kifizetés azonban elhúzódott). Fáy József viszont a 19. század végén 550 holdon gazdálkodott, Lipcsey Andor örököseinek pedig 570 hold földje volt, amit Paszternák Benjamin bérelt.
A nagy létszámú, egymással rokonságban álló (a közbirtokosságot alkotó) kisnemesi famíliák (Kádár, Draskóczy, Molnár, Gálos, Zadeczki) tagjai közül a dualizmus időszakára többen végletesen eladósodtak. Gálos András és Gálos Zsuzsanna 1765 forintra becsült néhány holdas közös birtokát például a kassai takarékpénztártól felvett 31200 forint adósság terhelte, ezért az ingatlant 1877-ben elárverezték. A töredéktelken gazdálkodó egykori jobbágyok, illetve leszármazottjaik nemritkán hasonló sorsra jutottak, bár őket eltérő hitelfelvételi „stratégiák” jellemezték. Borissza Jánosnak, Hornyák Jánosnak és Fürjész Andrásnak egyaránt Friedmann Ignác „kisvállalkozó” adott kölcsön (263, 125 és 92 forintot), ami a birtokok becsértékét nem érte el, 1880-ban mégis árverezéshez vezetett.

### 20–21. század
Fulókércs 1910-ben Abaúj-Torna vármegye Csereháti járásához tartozott. A kisközség 2 596 kat. holdon (= 1 494 hektár) terült el, lakóinak száma 464 volt. A teljes egészében magyar anyanyelvű faluban a 266 fős református felekezet volt meghatározó, de jelen volt 170 római katolikus, 13 görögkatolikus, 13 izraelita és 2 evangélikus vallású hívő is. A lakosság túlnyomó többsége a mezőgazdaságban talált megélhetést, az iparban és egyéb ágazatokban foglalkoztatottak száma csak az 1960-as évektől növekedett.

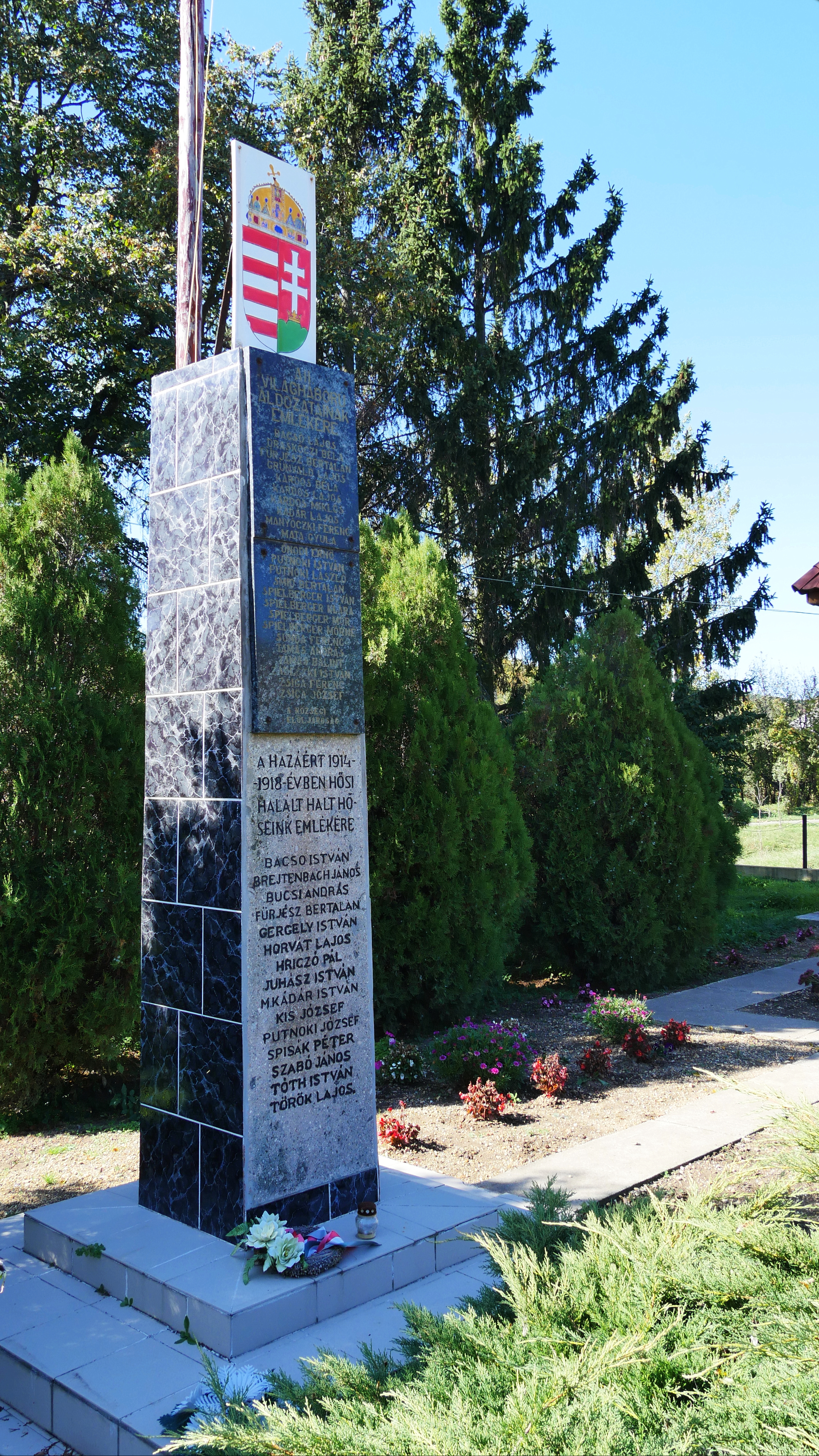
Az I. és a II. világháború áldozatainak emlékműve

Az 1914-ben kezdődő első világháborúból Fulókércs lakossága is kivette a részét. Az elesettek neveit emlékoszlop őrzi: Bacso István, Breitenbach János, Bucsi András, Fürjész Bertalan, Gergely István, Horvát Lajos, Hriczó Pál, Juhász István, M. Kádár István, Kis József, Putnoki József, Spisák Péter, Szabó János, Tóth István és Török Lajos.
A trianoni békeszerződés közigazgatási változásai következtében Fulókércs az Encsi járás része lett. A háborús évek ellenére a település lélekszáma 1920-ra 501 főre emelkedett. A magyar lakosok mellett mindössze 1 fő nyilatkozott német anyanyelvűként. Vallási téren a 245 fős reformátusság megőrizte elsőbbségét, de jelentősen, 219 főre növekedett a római katolikusok száma, s mellettük 19 görögkatolikust, 17 izraelitát és 1 evangélikust is rögzített a statisztika. 1941-re 468 lakosra csökkent Fulókércs népessége, a reformátusok azonban újra növelni tudták jelenlétüket, s 263 főt számlált a gyülekezet. Ellenben a római katolikusok és az izraeliták száma számottevően, 178-ra illetve 5-re esett vissza, miközben 18 görögkatolikus és 4 evangélikus is élt a faluban.
A világháborúk közötti periódusban református elemi iskola működött Fulókércsen, s volt a falunak orvosa, állatorvosa, gyógyszertára és gőzmalma is. 100 holdon felüli birtokkal Lipcsey Gizella, Lipcsey Szerén és Pallavicini János őrgróf rendelkeztek, míg Sarkadi Nagy István 300, Wayszada Dezső pedig 500 holdon felüli bérleményt tudhatott magáénak.
A békeéveknek Fulókércsen is a második világháború vetett véget. A frontra vezényelt elesett katonák és a falu elhurcolt zsidó lakosainak neveit közös emlékoszlopon örökítette meg a község. A világégés helyi halálos áldozatainak száma 24 volt.
Fulókércs lakói számára 1944. december 16-án értek véget a harcok. 1949-ben a második világháború utáni első népszámlálás szerint az itt élők száma 497 főre növekedett. A többség, 57,5%, továbbra is a református egyházat követte, míg 38,0% volt római katolikus, 3,8% görögkatolikus, 0,4% evangélikus és 0,2% görögkeleti hívő. A szocializmus évtizedeiben a népesség folyamatosan csökkent, az 1990. évi népszámlálás idején már mindössze 366 fős volt a lakónépesség.
A nagybirtokrendszer megszüntetéséről szóló 1945. márciusi kormányrendelet értelmében Fulókércsen is végrehajtották a földosztást, majd a szocialista átalakulás jegyében mezőgazdasági termelőszövetkezet alakult Úttörő néven. 1970-ben a téesz már nem csak helyi vonatkozású volt, csatlakoztak hozzá Fáj, Litka és Szemere községek agrárszövetkezetei is.
Az 1956-os forradalom Fulókércs életében is változást hozott. Október 30-án, valószínűleg L. Kovács János földműves elnökletével öt főből álló munkástanács alakult, tagjai között volt Zsiga Miklós és Kádár Pál is. Ugyanakkor leváltásra került Zsiga Sándor addigi vb elnök, de meghagyta tisztségében az új testület a vb titkárát, Bodnár Gellértet. A forradalom leverése után egy ideig a munkástanács küldöttei még meghívást kaptak a tanács vb üléseire annak ellenére, hogy november 14-én már ismét Zsiga Sándor volt a végrehajtó bizottság elnöke. Ellenforradalmi tevékenység okán történő felelősségre vonásra a községben nem került sor. Az Encsi Járási Tanács 1957. január 25-i ülésén elhangzottak szerint a fulókércsi munkástanács semmiféle törvénytelen intézkedést nem hozott.
A szocializmus idején a község önálló, kis létszámú iskolát tartott fenn. Az 1960-as évek közepéig egyetlen tanteremben, két pedagógus irányításával folyt az oktatás, majd két helyiségben három tanerővel folytatódott. Az 1945/46-os tanévben a tanulók száma 70 volt, 1965/66-ban 86. Sokan a felnőtt generáció tagjai közül is visszaültek az iskolapadba, s így fejezték be a nyolc évfolyamos általános iskolai tanulmányaikat vagy szereztek mezőgazdasági szakmunkás bizonyítványt. A faluban mozi, könyvtár és művelődési terem is létesült, 1958-ban pedig megtörtént a község villamosítása.

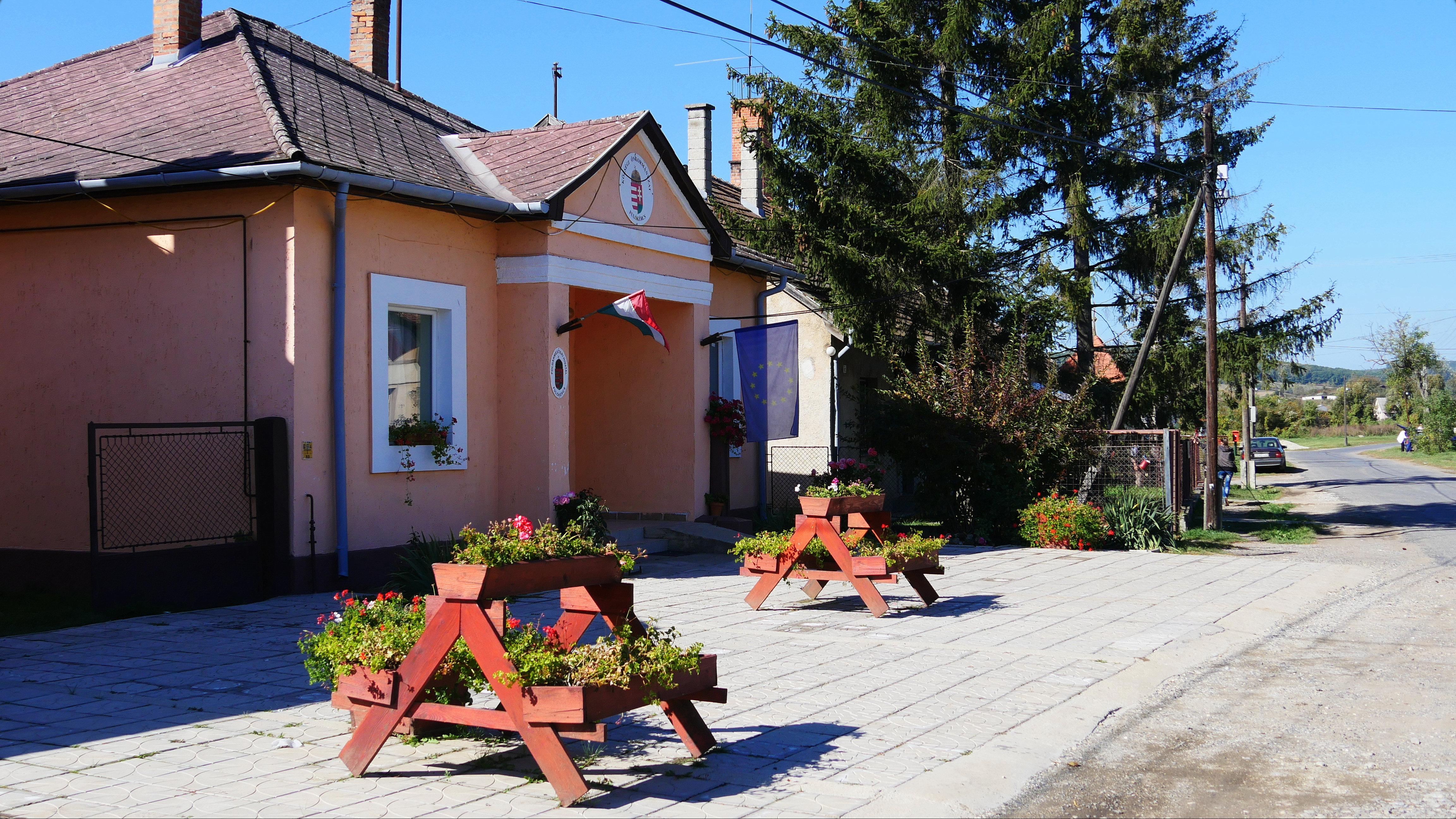
Polgármesteri hivatal

A második világháború utáni változások közigazgatási átszervezéssel is jártak, minek eredményeképpen 1950-től Fulókércs Borsod-Abaúj-Zemplén megye Encsi járásába sorolódott. A település a Szemerei körjegyzőséghez tartozott Fáj, Litka, Pusztaradvány és Szemere községekkel együtt. 1968. december 31-től Fájjal Fulókércs székhelyű községi közös tanács alakult, amihez 1970. július 1-én Litka és Szemere is csatlakozott. Ez a közös tanács 1977. április 1-én megszűnt, s tagjai a Szalaszend székhelyű községi közös tanács társközségei lettek. Szalaszend közös tanácsú községet 1984. január 1-jével Encs városkörnyéki községévé nyilvánították. Végül a rendszerváltás következményeként 1991. január 1-én Fáj, Fulókércs és Litka részvételével megalakult a Fulókércsi körjegyzőség.
A szocializmusban jellemző népességfogyás a rendszerváltást követően mérsékelt gyarapodásra váltott. 2020. január 1-én 407 fős volt Fulókércs lakónépessége. A 2011. évi népszámlálás alkalmával a lakosság 93,9%-ban magyarnak, 37,4%-ban cigánynak, 0,3%-ban bolgárnak vallotta magát, 5,8% pedig nem élt a válaszadás lehetőségével. Vallás tekintetében a lakosság többsége, 51,1%-a a római katolikus közösséghez tartozott, 20,5%-a volt görögkatolikus, 15,5%-a református és 0,3%-a evangélikus. 4,5% felekezeten kívüliként határozta meg magát, míg 8,2% nem kívánt válaszolni.
Fulókércs lakosságszerkezete napjainkban optimális, de az aktív korúak között magas a munkanélküliek aránya. A háziorvosi szolgálatot a szalaszendi körzeti orvos helyben látja el, de fog-, gyermek- és szakorvosi ellátásra Encsen van lehetőség. A legközelebbi kórház Szikszón, mintegy 32 km-re, vasútállomás Mérán, 8,0 km-re található. A helyi általános iskola 1–4. évfolyammal a Szalaszendi Körzeti Általános Iskola tagintézményeként működik. A felső tagozatosok Szemerén és Szalaszenden tanulhatnak. Óvoda 2006 óta létezik Fulókércsen, két csoportban 50 gyermeket fogad. A helyi idősek segítését a Gondozási Központ végzi. A település közös önkormányzati hivatalt fenntartó község, melynek székhelye Méra. Fulókércsen roma nemzetiségi önkormányzat működik.

## Közélete

### Polgármesterei
- 1990–1994: Manyóczki Vince (független)[112]
- 1994–1998: Pecsenye László (független)[113]
- 1998–2002: Pecsenye László (független)[114]
- 2002–2006: Pecsenye László (független)[115]
- 2006–2010: Zoltai László (független)[116]
- 2010–2014: Pecsenye László (független)[117]
- 2014–2019: Mata Imre (független)[118]
- 2019–2024: Mata Imre (független)[119]
- 2024– : Dávid Márton (független)[1]

## Népesség
A település népességének változása:
| Lakosok száma | 374  | 376  | 374  | 410  | 456  | 472  | 459  |
|               | 2013 | 2014 | 2015 | 2021 | 2022 | 2023 | 2024 |

2001-ben a település lakosságának közel 100%-a magyarnak vallotta magát.
A 2011-es népszámlálás során a lakosok 93,9%-a magyarnak, 0,3% bolgárnak, 37,4% cigánynak mondta magát (5,8% nem válaszolt; a kettős identitások miatt a végösszeg nagyobb lehet 100%-nál). A vallási megoszlás a következő volt: római katolikus 51,1%, református 15,5%, görögkatolikus 20,5%, evangélikus 0,3%, felekezeten kívüli 4,5% (8,2% nem válaszolt).
2022-ben a lakosság 92,5%-a vallotta magát magyarnak, 65,1% cigánynak, 0,4% szlováknak, 0,2%-0,2% bolgárnak, görögnek és németnek, 0,7% egyéb, nem hazai nemzetiségűnek (7% nem nyilatkozott; a kettős identitások miatt a végösszeg nagyobb lehet 100%-nál). Vallásuk szerint 39,3% volt római katolikus, 24,8% egyéb katolikus, 7,7% református, 7,7% görög katolikus, 8,8% felekezeten kívüli (11,8% nem válaszolt).